# William Etheridge
William Etheridge (bautizado el 3 de enero de 1708-3 de octubre de 1776) fue un ingeniero civil y arquitecto inglés, conocido por su trabajo en varios puentes de madera de diseño matemático, una particular configuración en la que se conforma un arco utilizando vigas rectas tangentes al perfil circular.

## Semblanza
William Etheridge nació alrededor de 1708 en el pequeño pueblo de Fressingfield (Suffolk, Inglaterra). Sus padres fueron Charles Etheridge y Elizabeth Brett. Provenía de una larga estirpe de carpinteros de Fressingfield y Stradbroke.
De 1744 a 1749 trabajó en las estructuras de madera de soporte durante la construcción del puente de Westminster, primero como capataz y luego como maestro carpintero. Hacia 1748 diseñó el puente de Old Walton, y en algún momento antes de 1750, diseñó el Puente Viejo en Coleraine, Irlanda del Norte.
En 1752, George Semple consultó a Etheridge sobre la reconstrucción del puente de Essex en Dublín.
Murió en 1776 en Westminster.

## Puente de Westminster

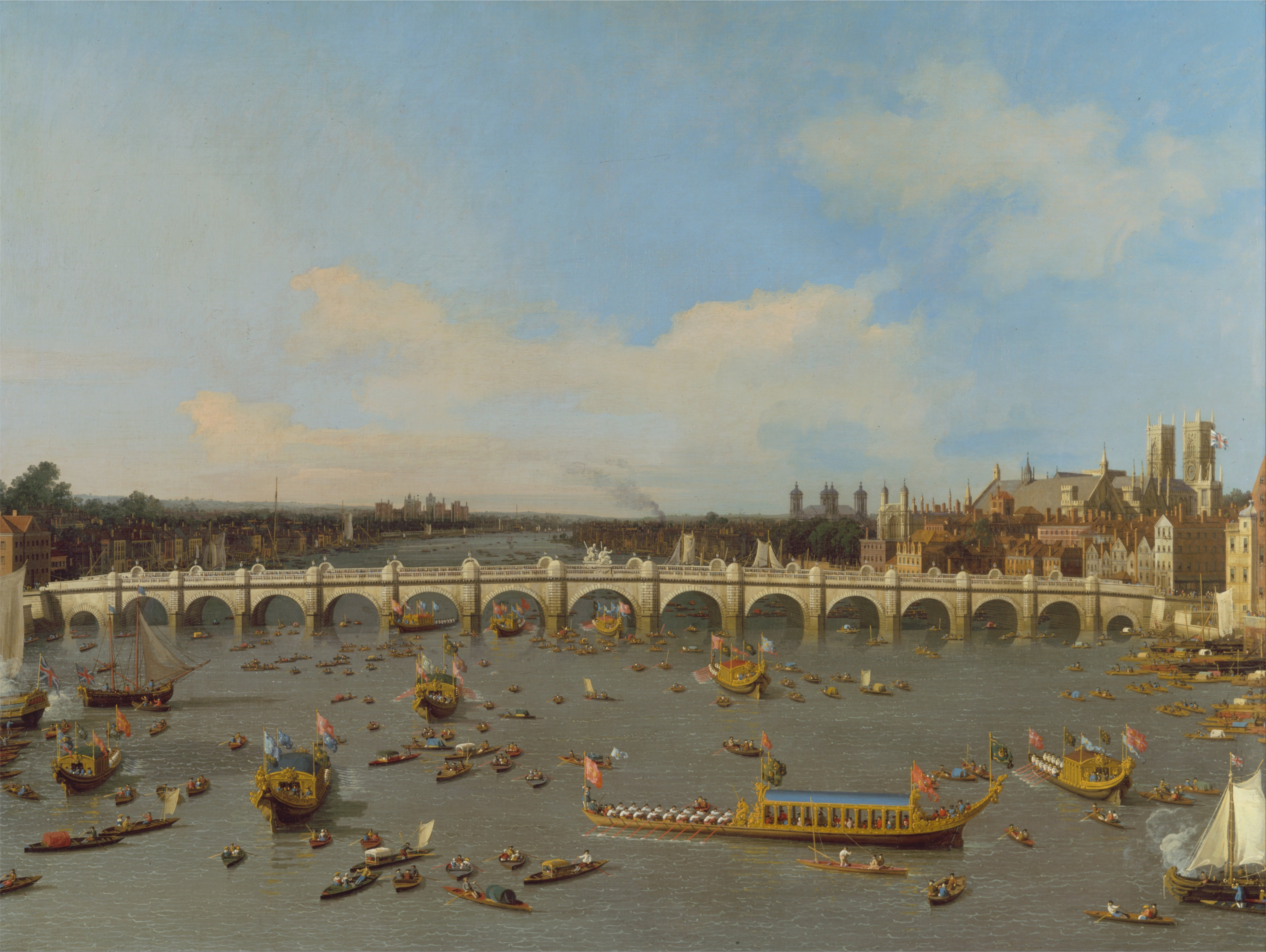
Puente de Westminster. Cuadro de Canaletto de 1747

El primer puente de Westminster fue un puente de piedra construido entre 1738 y 1750. Fue el segundo puente que se construyó para cruzar el río, rompiendo el monopolio que hasta entonces tenía el Puente de Londres, y desempeñó un papel muy importante en la apertura al desarrollo del sur de Londres.

## Puente viejo de Walton

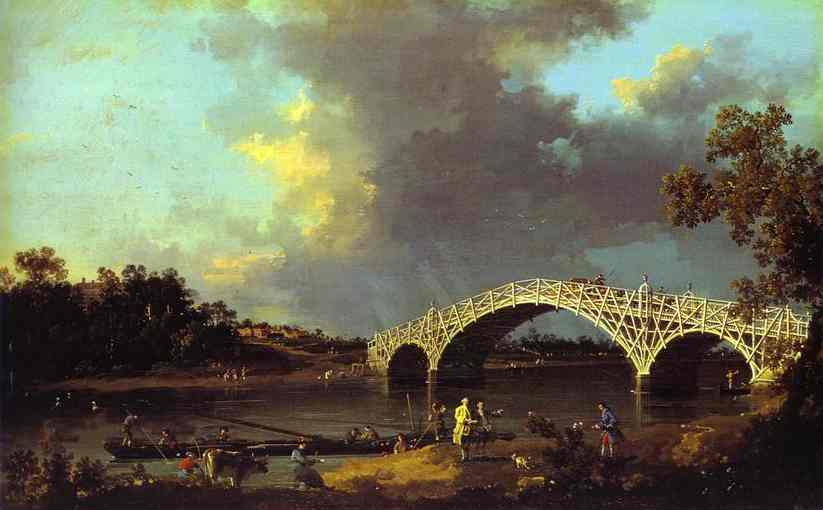
Puente de Old Walton (1754), por Canaletto

En 1747, el empresario y propietario de una plantación, Samuel Dicker, se mudó de Jamaica a una propiedad recién adquirida en Mount Felix, cerca de Walton-on-Thames, Surrey, Inglaterra. Para facilitar el acceso a su nuevo hogar, presionó para que se aprobara Ley del Parlamento, (la Ley del puente de Walton-Shepperton -construcción y peajes- de 1746), que le otorgaba los derechos necesarios para construir un puente y cobrar peajes por pasar sobre el mismo.
El puente de entramado de madera resultante, conocido como puente de Old Walton, fue diseñado por William Etheridge y construido por el señor White de Weybridge entre 1748 y 1750. Cuando se inauguró, su tramo central de 130 pies (40 m) era el más largo de Gran Bretaña (sucedido en 1756 por el puente de Pontypridd, un arco único de 140 pies (43 m) de luz proyectado por William Edwards). En ese momento, fue ampliamente admirado por su "resistencia, ingenio y notable gran arco" e incluso un observador lo llamó "el arco de madera más hermoso del mundo". El puente fue representado por pintores contemporáneos, incluidos dos famosos cuadros de Canaletto.
A pesar de las proyecciones iniciales de Dicker de una vida útil de 200 años, un estudio de 1778 encontró que el puente estaba gravemente deteriorado. Sería demolido y reemplazado por un puente de piedra y ladrillo construido entre 1783 y 1786.

## Puente matemático
El Puente Matemático es el nombre popular de una pasarela de madera situada en el centro de Cambridge. Cruza el río Cam, conectando dos partes del Queens' College (Cambridge). Fue diseñado por Etheridge y construido por James Essex en 1749.

## Puente Viejo de Coleraine
En algún momento antes de 1750, Etheridge diseñó el Puente Viejo sobre el río Bann en Coleraine, Irlanda del Norte. Era una construcción de madera sobre pilares de mampostería, que reemplazaba un puente anterior dañado en 1732.